# Élections législatives turques de 1995
Les élections législatives turques de 1995  ont eu lieu le 24 décembre 1995.

## Mode de scrutin

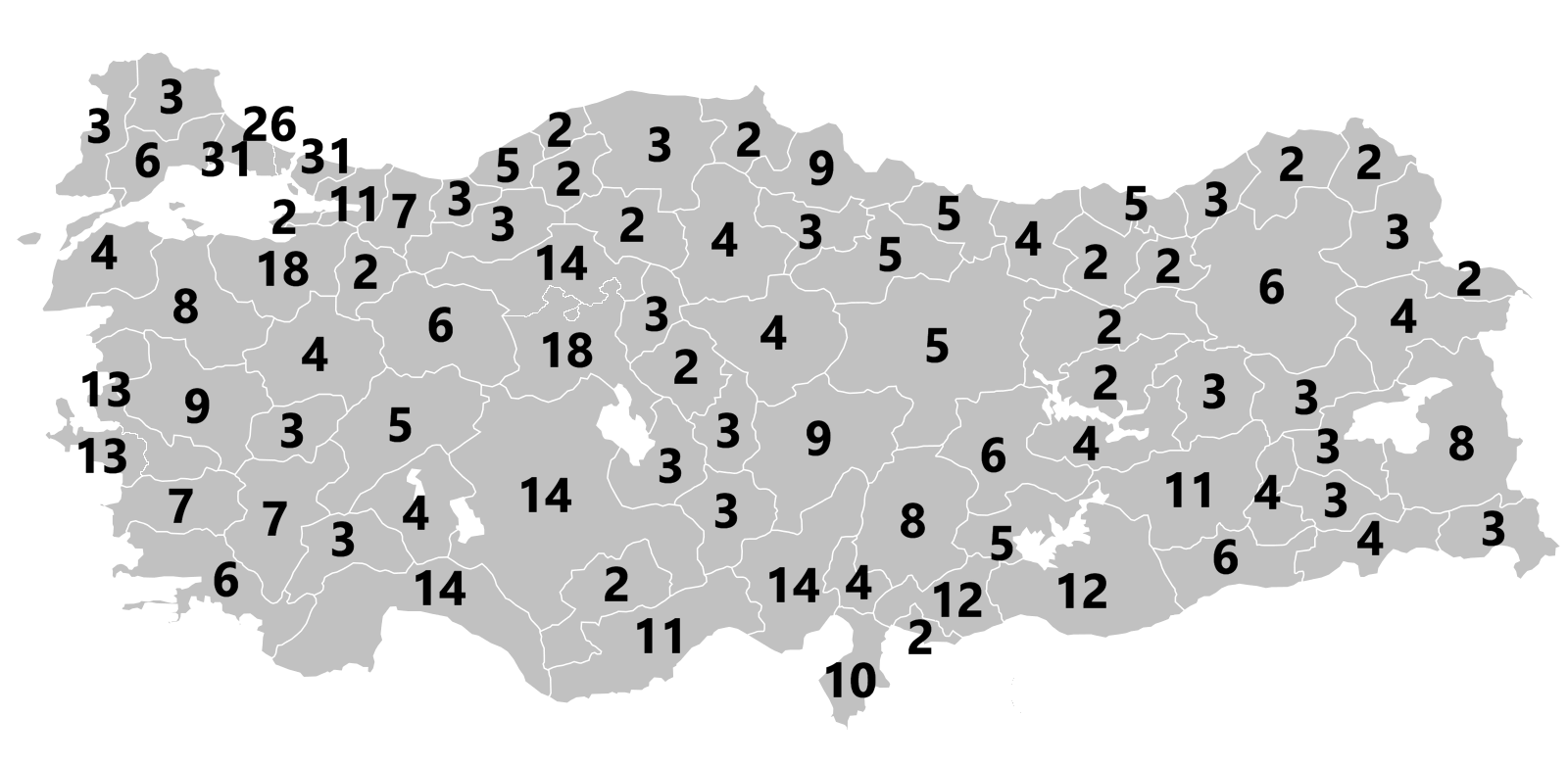
Nombre de sièges par provinces

La Grande Assemblée nationale de Turquie est le parlement unicaméral de la Turquie. Elle compte 550 députés, élus pour quatre ans au scrutin proportionnel, chacune des soixante-dix neuf provinces constituant une circonscription électorale. Les candidats présents sur la liste d'un parti politique ne sont élus que si leur formation a obtenu au moins 10 % des suffrages exprimés au niveau national, si elle a présenté deux candidats à chaque siège de député dans au moins la moitié des provinces, et si elle est bien implantée dans la moitié des provinces et un tiers des arrondissements provinciaux.
Au seuil électoral s'ajoutent plusieurs conditions supplémentaires auxquelles un parti doit se soumettre pour pouvoir bénéficier de sièges. Ils doivent avoir une présence dans un minimum d'un tiers des districts d'au moins 40 provinces, dans lesquelles ils doivent présenter au moins deux candidats.
Le seuil électoral turc de 10 % des suffrages, très élevé, a par le passé poussé au regroupement des formations et au vote tactique de la part des électeurs afin d'éviter que leur vote ne soit « perdu ».

## Résultats
|                           |                                          |            |       |      |        |               |  |  |  |
| Partis                    | Partis                                   | Voix       | %     | +/-  | Sièges | +/-           |  |  |  |
|                           | Parti de la prospérité (RP)              | 6 012 450  | 21,38 | 4,5  | 158    | 96            |  |  |  |
|                           | Parti de la mère patrie (ANAP)           | 5 527 288  | 19,65 | 4,36 | 132    | 17            |  |  |  |
|                           | Parti de la juste voie (DYP)             | 5 396 009  | 19,18 | 7,85 | 135    | 43            |  |  |  |
|                           | Parti de la gauche démocratique (DSP)    | 4 118 025  | 14,64 | 3,89 | 76     | 69            |  |  |  |
|                           | Parti républicain du peuple (CHP)        | 3 011 076  | 10,71 | Nv   | 49     | 49            |  |  |  |
|                           | Parti d'action nationaliste (MHP)        | 2 301 343  | 8,18  | Nv   | 0      | en stagnation |  |  |  |
|                           | Parti de la démocratie du peuple (HADEP) | 1 171 623  | 4,17  | Nv   | 0      | en stagnation |  |  |  |
|                           | Autres                                   | 455 284    | 1,62  | -    | 0      | -             |  |  |  |
|                           | Indépendants                             | 133 895    | 0,48  | 0,35 | 0      | en stagnation |  |  |  |
|                           |                                          |            |       |      |        |               |  |  |  |
| Votes valides             | Votes valides                            | 28 126 993 | 96,65 |      |        |               |  |  |  |
| Votes blancs et invalides | Votes blancs et invalides                | 974 476    | 3,35  |      |        |               |  |  |  |
| Total                     | Total                                    | 29 101 469 | 100   | –    | 550    | 100           |  |  |  |
| Abstention                | Abstention                               | 5 054 512  | 14,80 |      |        |               |  |  |  |
| Inscrits / participation  | Inscrits / participation                 | 34 155 981 | 85,20 |      |        |               |  |  |  |

## Analyse et conséquences

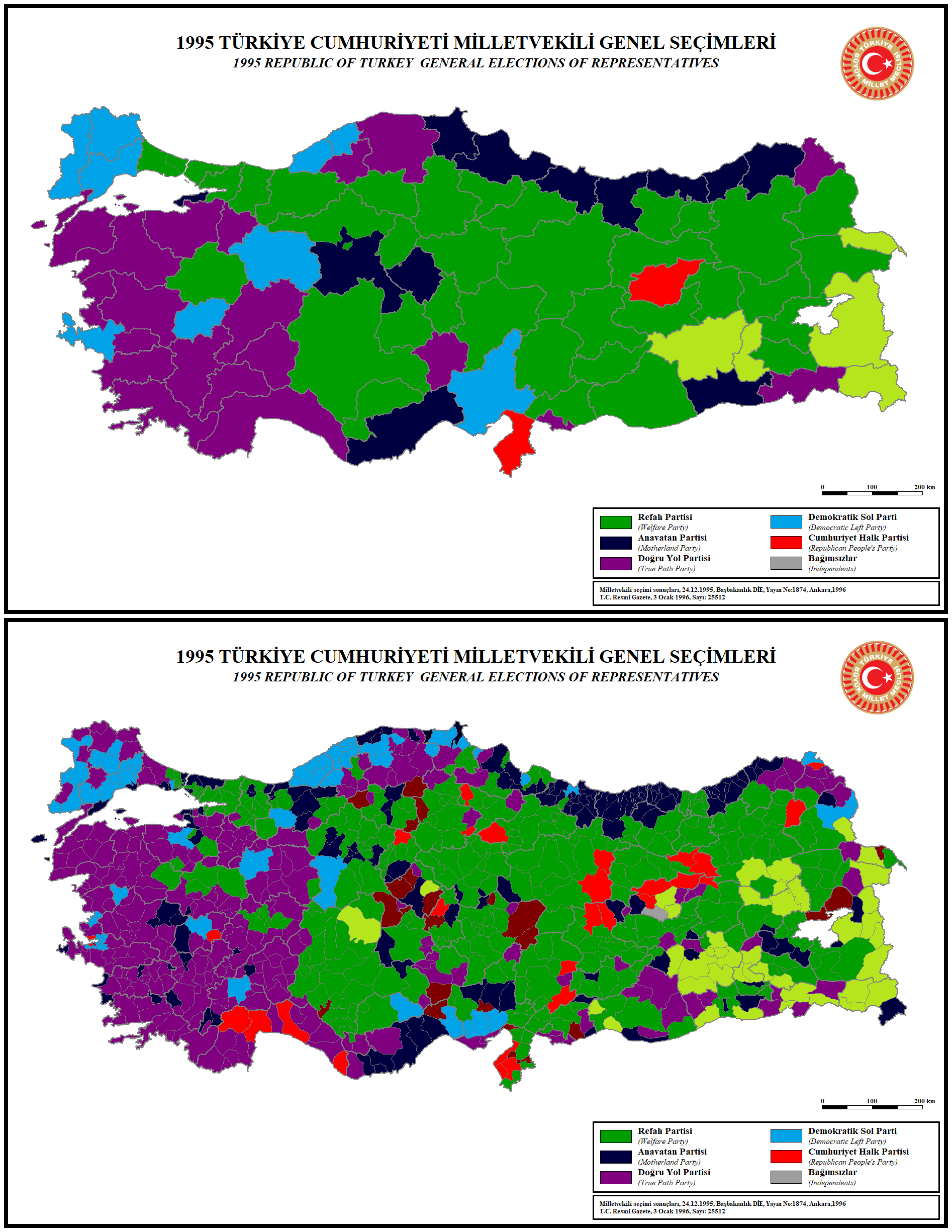

Pour la première fois dans l’histoire de la République turque, un parti ouvertement islamiste arrive en tête des élections législatives : le Parti de la prospérité.

## Suites

### Invalidation du gouvernement Yılmaz II
À la fin de l'année 1995, le Parti de la prospérité (Refah Partisi) arrive en tête des élections législatives avec plus de 6 millions de voix, soit 21,38 % des suffrages exprimés. Ne disposant cependant pas de la majorité absolue des sièges à la Grande Assemblée nationale de Turquie, il ne peut gouverner seul le pays. Conscient de cette situation, les forces armées turques, résolument hostiles à Erbakan et son parti qu'elles jugent trop religieux, pressent le président Süleyman Demirel de demander à Mesut Yılmaz et à Tansu Çiller, dont les formations politiques (l'ANAP et le DYP) sont respectivement arrivées deuxième et troisième aux élections, de former un gouvernement de coalition,. Le 3 mars 1996, leurs partis signent un protocole de coalition qui comporte les clauses suivantes :   
- Le Premier ministre et le vice-Premier ministre n'appartiendront pas au même parti ;
- Le Premier ministre ne pourra décider seul dans les procédures de nomination et d'affectation, les décisions prises devant également être signées par le vice-Premier ministre ;
- Un membre de l'ANAP devra être Premier ministre en 1996-1997 et 1999-2000 et un membre du DYP devra être Premier ministre en 1997-1999 et 2000 ;
- Le gouvernement sera composé de 33 ministres, les 16 postes de ministre d'État seront divisés à parts égales entre l'ANAP et le DYP et sur les 17 postes ministériels restant, 9 seront pris en charge par le DYP et 8 par l'ANAP ;
- La supériorité numérique du DYP au sein du gouvernement devra être maintenue, y compris en cas d'évolution du nombre de ministres.

C'est dans ce cadre que le gouvernement de l'ANAYOL (mot-valise d'Anavatan Partisi et de Doğru Yol Partisi, noms turcs des deux partis membres de la coalition) voit le jour le 6 mars 1996 avec l'approbation du président Süleyman Demirel. Le 12 mars 1996, le gouvernement de l'Anayol, qui peut compter sur le soutien du Parti de la gauche démocratique, reçoit un vote de confiance du Parlement avec 257 voix pour, 207 voix contre, 80 abstentions et 6 absents. Immédiatement après le scrutin, Necmettin Erbakan fait valoir sa caducité auprès de la Cour constitutionnelle en affirmant que les votes d'approbation n'ont pas atteint le quorum (273 dans ce cas précis). Le 14 mai 1996, la Cour constitutionnelle donne raison à Erbakan et annule officiellement le vote de confiance. Les députés du Parti du bien-être en profitent pour déposer une motion de censure contre le gouvernement le 27 mai 1996. Après discussion, la motion est acceptée par le parlement le 3 juin 1996. Trois jours plus tard, le Premier ministre Mesut Yılmaz remet sa démission au président Süleyman Demirel qui l'accepte et demande au principal chef de l'opposition (en), Necmettin Erbakan, de former un nouveau gouvernement.

### Gouvernement Erbacan
Après trois semaines d’intenses négociations avec Tansu Çiller, Necmettin Erbakan parvient finalement à constituer un gouvernement de coalition entre son Parti du bien-être (RP) et le Parti de la juste voie (DYP) de Çiller le 28 juin 1996. Le protocole de coalition entre les deux partis prévoit un changement de Premier ministre tous les deux ans, Necmettin Erbakan devant assumer la charge de 1996 à 1998 et Tansu Ciller de 1998 à 2000. En attendant son tour, cette dernière est placée aux postes de vice-Première ministre et de ministre des Affaires étrangères.   
Le 8 juillet 1996, après un discours de Necmettin Erbakan devant la Grande Assemblée nationale de Turquie, le gouvernement obtient la confiance par 278 votes pour, 265 contre et 1 abstention. De nombreux députés du Parti de la juste voie (dont le ministre des Affaires étrangères du gouvernement précédent Emre Gönensay) ayant voté contre la confiance, le soutien des 7 députés du Parti de la grande unité s'avère décisive dans l'obtention de cette dernière.    